# سیل ۱۳۹۹ جنوب ایران
سیل ۱۳۹۹ جنوب ایران در پی بارش‌های ۱۵ و ۱۶ آذرماه ۹۹ در شهرهای جنوبی ایران رخ‌داد. طبق گزارش‌ها این سیل بیش از هفت استان ایران را درگیر کرده و پنج نفر در استان هرمزگان و دو نفر در استان بوشهر به دلیل وقوع سیل جان خود را از دست دادند.

## موقعیت

### استان فارس
بیشترین میزان بارش در این استان مربوط به کازرون با ۸۹ میلیمتر و کمترین مربوط به لارستان با ۶ دهم میلیمتر بوده‌است همچنین در شهر شیراز نیز در ایستگاه شهرک گلستان ۶۹ و پنج دهم میلیمتر و در ایستگاه فرودگاه این شهر ۶۴ و ۲ دهم میلیمتر بارش گزارش شده‌است. ۱۰ شهرستان آباده، استهبان، مرودشت، رستم، خنج، شیراز، ارسنجان، ممسنی، نی‌ریز و خرم‌بید در این استان تحت تأثیر سیل و آب‌گرفتگی قرار گرفتند. در شیراز بسیاری از محلات دچار آب گرفتگی شدند. در کازرون خساراتی به تأسیسات آب شرب برخی روستاها در بخش جره و بالاده کازرون وارد کرد. شهرستان ممسنی، به ۶۰ درصد راه‌های عشایری زیان‌های کلی و جزئی وارد شده‌است.

### استان بوشهر
سیل در نقاط مختلف استان موجب آبگرفتگی و مسدود شدن مسیرها شد. دشتستان با بیشترین میزان بارش دو کشته بر جای گذاشت و در شهرستان گناوه نیز موجب آبگرفتگی تخریب منازل گردید. در برخی از شهرهای دشتستان مانند آب‌پخش، شبانکاره، وحدتیه و سعدآباد حجم بارش و سرازیر شدن آب باران باعث آبگرفتگی منازل و زیر آب رفتن خودرها گشت.

## تلفات
در این سیل دستکم هفت نفر جان خود را از دست داده‌اند. به دنبال وقوع سیل شدید در منطقه سرکوه شنبه در منطقه پارسیان در مرز استان هرمزگان با استان فارس پنج نفر از اهالی دو خانواده غرق شدند. در این حادثه دو خودروی وانت پراید و پژو پارس با مجموع پنج سرنشین در سیل گرفتار شدند. همچنین ریزش کوه در روستای سوک استان بوشهر، جان یک زن دیگر را گرفته‌است. همچنین مدیرعامل جمعیت هلال احمر این استان از شناسایی جسد زنی ۳۵ ساله خبر داد که در سیلاب دشتستان غرق شده‌است.

## خسارات
برخی مسیرهای استان بوشهر مسدود شده و برخی شهرهای دیگر ایران از جمله یزد، ابرکوه، ممسنی، گناوه، دیلم، دشتستان و بوشهر دچار آبگرفتگی شده‌اند. خانه‌های بسیاری از مردم بر اثر آبگرفتگی دچار خسارت‌های فراوانی شده و در برخی شهرهای استان خوزستان فاضلاب به داخل خانه‌ها آمد. مسیر بوشهر به شیراز به علت ریزش کوه، در محدوده تونل دریا قلی، مسدود شد.

## امدادرسانی
امدادرسانی در ۴۱ شهر، روستا و مناطق عشایرنشین با همکاری ۳۱۸ امدادگر و نجاتگر در قالب ۷۶ تیم عملیاتی صورت گرفت.
امدادگران در ۲۶ شهر، روستا و مناطق عشایرنشین ماموریت‌هایی را انجام دادند که در نتیجه آن به ۹۵۰ نفر امدادرسانی شده و ۴۰ نفر نیز اسکان اضطراری داده شدند. در ساعات اولیه سیل ۶۹ واحد مسکونی عملیات تخلیه آب انجام شده و ۲۳ دستگاه خودرو نیز از آب و گل‌ولای بیرون کشیده شده‌اند.

## واکنش‌ها
- اسماعیل نجار، رئیس سازمان مدیریت بحران ایران: «برای مقابله با بلایای طبیعی سال گذشته پنج هزار و ۸۴ میلیارد تومان اعتبار پیشنهاد شد که حدود ۳۰۰ میلیارد تومان در قانون بودجه منظور شده و تا کنون نیز هیچ مبلغی در اختیار دستگاه‌های اجرایی استان خوزستان قرار نگرفته‌است.»[۶]
- مجتبی یوسفی، نماینده اهواز: «در حالی که خوزستان استان بزرگ تأمین کننده انرژی و درآمدهای مورد نیاز است در زمینه زیرساخت‌ها بسیار ضعیف است و با بارش باران کمتر از ۵۰ میلی‌متر این شهر یا بندر امام و ماهشهر دچار آبگرفتگی زیادی شدند.»[۶]